# 심영민
심영민은 대한민국의 성우이다. 1990년 가톨릭평화방송 성우극회 성우로 입사하였다.